# Azubuike Egwuekwe
Azubuike Emanuel Egwuekwe (Lafia, 16 juli 1989) is een Nigeriaans voetballer die sinds 2008 speelt bij Warri Wolves in zijn geboorteland Nigeria, gepositioneerd als centrale verdediger. In 2012 debuteerde hij in het Nigeriaans voetbalelftal.

## Carrière
Egwuekwe begon zijn professionele carrière bij Nassarawa United uit zijn geboortestad Lafia. Verder kwam hij uit voor Yerima Strikers en zijn huidige club Warri Wolves.
Hij maakte zijn internationale debuut voor Nigeria in 2012 en nam deel aan de kwalificatiewedstrijden voor het wk voetbal 2014. Daarnaast werd hij opgeroepen tot de selectie van 23-man die namens Nigeria mee mocht doen aan de Afrika Cup in 2013. In datzelfde jaar werd hij tevens geselecteerd door bondscoach Stephen Keshi voor de FIFA Confederations Cup 2013.
In 2014 nam hij deel aan de African Championship of Nations 2014 waarbij alleen spelers uit de eigen competities van de Afrikaanse landen mee mochten doen. Met Nigeria bereikte hij de halve finale waar Zimbabwe te sterk bleek. Tevens werd hij dat jaar opgenomen in de voorlopige selectie voor het wereldkampioenschap voetbal 2014 in Brazilië. In een oefeninterland op 28 mei 2014 in Londen tegen Schotland, ter voorbereiding op het toernooi, maakte hij in de 52e minuut een eigen doelpunt, waarmee de Schotten op voorsprong kwamen. Het duel eindigde uiteindelijk in een 2–2 gelijkspel.
| Interlands van Azubuike Egwuekwe voor Nigeria | Interlands van Azubuike Egwuekwe voor Nigeria | Interlands van Azubuike Egwuekwe voor Nigeria | Interlands van Azubuike Egwuekwe voor Nigeria | Interlands van Azubuike Egwuekwe voor Nigeria | Interlands van Azubuike Egwuekwe voor Nigeria | Interlands van Azubuike Egwuekwe voor Nigeria |
| №                                             | Datum                                         | Wedstrijd                                     | Uitslag                                       | Soort wedstrijd                               | Doelpunten                                    |                                               |
| Als speler bij Warri Wolves                   | Als speler bij Warri Wolves                   | Als speler bij Warri Wolves                   | Als speler bij Warri Wolves                   | Als speler bij Warri Wolves                   | Als speler bij Warri Wolves                   | Als speler bij Warri Wolves                   |
| --------------------------------------------- | --------------------------------------------- | --------------------------------------------- | --------------------------------------------- | --------------------------------------------- | --------------------------------------------- | --------------------------------------------- |
| 1.                                            | 11 januari 2012                               | Nigeria – Angola                              | 0 – 0                                         | Vriendschappelijk                             | 0                                             |                                               |
| 2.                                            | 15 februari 2012                              | Liberia – Nigeria                             | 0 – 2                                         | Vriendschappelijk                             | 0                                             |                                               |
| 3.                                            | 29 februari 2012                              | Rwanda – Nigeria                              | 0 – 0                                         | Kwalificatie Africa Cup 2013                  | 0                                             |                                               |
| 4.                                            | 12 april 2012                                 | Egypte – Nigeria                              | 3 – 2                                         | Vriendschappelijk                             | 0                                             |                                               |
| 5.                                            | 23 mei 2012                                   | Peru – Nigeria                                | 1 – 0                                         | Vriendschappelijk                             | 0                                             |                                               |
| 6.                                            | 3 juni 2012                                   | Nigeria – Namibië                             | 1 – 0                                         | Kwalificatie WK 2014                          | 0                                             |                                               |
| 7.                                            | 9 juni 2012                                   | Malawi – Nigeria                              | 1 – 1                                         | Kwalificatie WK 2014                          | 1                                             |                                               |
| 8.                                            | 16 juni 2012                                  | Nigeria – Rwanda                              | 2 – 0                                         | Kwalificatie Africa Cup 2013                  | 0                                             |                                               |
| 9.                                            | 15 augustus 2012                              | Niger – Nigeria                               | 0 – 0                                         | Vriendschappelijk                             | 0                                             |                                               |
| 10.                                           | 8 september 2012                              | Liberia – Nigeria                             | 2 – 2                                         | Kwalificatie Africa Cup 2013                  | 0                                             |                                               |
| 11.                                           | 13 oktober 2012                               | Nigeria – Liberia                             | 6 – 1                                         | Kwalificatie Africa Cup 2013                  | 0                                             |                                               |
| 12.                                           | 14 november 2012                              | Venezuela – Nigeria                           | 1 – 3                                         | Vriendschappelijk                             | 0                                             |                                               |
| 13.                                           | 17 juni 2013                                  | Tahiti – Nigeria                              | 1 – 6                                         | FIFA Confederations Cup                       | 0                                             |                                               |
| 14.                                           | 23 juni 2013                                  | Nigeria – Spanje                              | 0 – 3                                         | FIFA Confederations Cup                       | 0                                             |                                               |
| 15.                                           | 6 juli 2013                                   | Nigeria – Ivoorkust                           | 4 – 1                                         | Kwalificatie CHAN 2014                        | 0                                             |                                               |
| 16.                                           | 27 juli 2013                                  | Ivoorkust – Nigeria                           | 2 – 0                                         | Kwalificatie CHAN 2014                        | 0                                             |                                               |
| 17.                                           | 14 augustus 2013                              | Zuid-Afrika – Nigeria                         | 0 – 2                                         | Vriendschappelijk                             | 0                                             |                                               |
| 18.                                           | 7 september 2013                              | Nigeria – Malawi                              | 2 – 0                                         | Kwalificatie WK 2014                          | 0                                             |                                               |
| 19.                                           | 10 september 2013                             | Nigeria – Burkina Faso                        | 4 – 1                                         | Vriendschappelijk                             | 0                                             |                                               |
| 20.                                           | 13 oktober 2013                               | Ethiopië – Nigeria                            | 1 – 2                                         | Kwalificatie WK 2014                          | 0                                             |                                               |
| 21.                                           | 28 oktober 2013                               | Jordanië – Nigeria                            | 1 – 0                                         | Vriendschappelijk                             | 0                                             |                                               |
| 22.                                           | 16 november 2013                              | Nigeria – Ethiopië                            | 2 – 0                                         | Kwalificatie WK 2014                          | 0                                             |                                               |
| 23.                                           | 18 november 2013                              | Italië – Nigeria                              | 2 – 2                                         | Vriendschappelijk                             | 0                                             |                                               |
| 24.                                           | 4 januari 2014                                | Nigeria – Ethiopië                            | 2 – 1                                         | Vriendschappelijk                             | 0                                             |                                               |
| 25.                                           | 11 januari 2014                               | Mali – Nigeria                                | 2 – 1                                         | CHAN 2014                                     | 0                                             |                                               |
| 26.                                           | 15 januari 2014                               | Nigeria – Mozambique                          | 4 – 2                                         | CHAN 2014                                     | 0                                             |                                               |
| 27.                                           | 19 januari 2014                               | Nigeria – Zuid-Afrika                         | 3 – 1                                         | CHAN 2014                                     | 0                                             |                                               |
| 28.                                           | 25 januari 2014                               | Nigeria – Marokko                             | 4 – 3                                         | CHAN 2014                                     | 0                                             |                                               |
| 29.                                           | 29 januari 2014                               | Nigeria – Ghana                               | 0 – 0 (1 – 4 n.s.)                            | CHAN 2014                                     | 0                                             |                                               |
| 30.                                           | 1 februari 2014                               | Zimbabwe – Nigeria                            | 0 – 1                                         | CHAN 2014                                     | 0                                             |                                               |
| 31.                                           | 5 maart 2014                                  | Mexico – Nigeria                              | 0 – 0                                         | Vriendschappelijk                             | 0                                             |                                               |
| 32.                                           | 28 mei 2014                                   | Schotland – Nigeria                           | 2 – 2                                         | Vriendschappelijk                             | 0                                             |                                               |

Bijgewerkt op 29 mei 2014.
1 Enyeama ·
2 Yobo  ·
3 Echiéjilé ·
4 Obiora ·
5 Ambrose ·
6 Egwuekwe ·
7 Musa ·
8 Ideye ·
9 Emenike ·
10 Mikel ·
11 Moses ·
12 Gabriel ·
13 Ogude ·
14 Oboabona ·
15 Uche ·
16 Ejide ·
17 Onazi ·
18 Uzoenyi ·
19 Mba ·
20 Igiebor ·
21 Oshaniwa ·
22 Omeruo ·
23 Agbim ·
Coach: Keshi
1 Enyeama ·
2 Yobo  ·
3 Uzoenyi ·
4 Gabriel ·
5 Ambrose ·
6 Egwuekwe ·
7 Musa ·
8 Odemwingie ·
9 Emenike ·
10 Mikel ·
11 Moses ·
12 Odunlami ·
13 Oshaniwa ·
14 Oboabona ·
15 Azeez ·
16 Ejide ·
17 Onazi ·
18 Babatunde ·
19 Nwofor ·
20 Uchebo ·
21 Agbim ·
22 Omeruo ·
23 Ameobi ·
Coach: Keshi